# 圣塞夫里安德穆达
圣塞夫里安德穆达，是西班牙卡斯蒂利亚-莱昂帕伦西亚省的一个市镇。 总面积44平方公里，总人口197人（2001年），人口密度4人/平方公里。